# Championnats d'Afrique d'athlétisme 2014
Navigation
Les 19es Championnats d'Afrique d'athlétisme ont eu lieu à Marrakech au Maroc du 10 au 14 août 2014.
Le Maroc accueille pour la deuxième fois cette compétition continentale organisée par la Confédération africaine d'athlétisme (CAA) et la Fédération royale marocaine d'athlétisme (FRMA), après Rabat en 1984. Marrakech est désignée ville hôte par la CAA le 22 septembre 2011. Elle obtient par ailleurs l'organisation de la deuxième coupe continentale, disputée en septembre 2014.
Les compétitions ont lieu au sein du Grand Stade de Marrakech, d'une capacité de 41 000 places assises. L'édition 2014 du Meeting international Mohammed-VI s'est déroulée à titre exceptionnel dans cette enceinte.
535 athlètes issus de 47 pays participent à la compétition.

## Résultats

### Hommes
| 100 m | Wilfried Koffi 10 s 05 (NR)                                                        | Mark Jelks 10 s 07                                                        | Monzavous Edwards 10 s 16                                                                    |
| 200 m | Wilfried Koffi 20 s 25 (NR)                                                        | Isaac Makwala 20 s 51                                                     | Carvin Nkanata 20 s 53                                                                       |
| 400 m | Isaac Makwala 44 s 23 (CR)                                                         | Wayde van Niekerk 45 s 00                                                 | Boniface Mucheru 45 s 07                                                                     |
| 800 m | Nijel Amos 1 min 48 s 54                                                           | Mohammed Aman 1 min 48 s 74                                               | Taoufik Makhloufi 1 min 49 s 08                                                              |
| 1 500 m | Ayanleh Souleiman 3 min 42 s 49                                                    | Asbel Kiprop 3 min 42 s 58                                                | Ronald Kwemoi 3 min 42 s 59                                                                  |
| 5 000 m | Caleb Ndiku 13 min 34 s 27                                                         | Isaiah Koech 13 min 35 s 73                                               | Abrar Osman Adem 13 min 36 s 42                                                              |
| 10 000 m | Nguse Amlosom 28 min 11 s 07                                                       | Mustapha El Aziz 28 min 11 s 36                                           | Josphat Bett 28 min 11 s 61                                                                  |
| 110 m haies | Tyron Akins 13 s 57                                                                | Alex Al-Ameen 13 s 78                                                     | Martins Ogierakhi 13 s 80                                                                    |
| 400 m haies | Cornel Fredericks 48 s 78                                                          | Amaechi Morton 48 s 92                                                    | Nicholas Bett 49 s 03                                                                        |
| 3 000 m steeple | Jairus Birech 8 min 34 s 79                                                        | Jonathan Ndiku 8 min 37 s 67                                              | Ezekiel Kemboi 8 min 39 s 30                                                                 |
| 4 × 100 m | Nigeria Ogho-Oghene Egwero Monzavous Edwards Obinna Metu Mark Jelks 38 s 80        | Ghana Daniel Gyasi Solomon Afful Emmanuel Dassor Timothy Abeyie 39 s 28   | Algérie Mahmoud Hammoudi Ali Bouguesba Skander Djamil Athmani Soufiane Bouhadda 39 s 89 (NR) |
| 4 × 400 m | Botswana Pako Seribe Nijel Amos Leaname Maotoanong Isaac Makwala 3 min 1 s 89 (NR) | Nigeria Noah Akwu Robert Simmons Miles Ukaoma Amaechi Morton 3 min 3 s 09 | Kenya Mark Mutai Solomon Buoga Nicholas Bett Boniface Mucheru 3 min 7 s 35                   |
| 20 km marche | Lebogang Shange 1 h 26 min 58 s                                                    | Samuel Gathimba 1 h 27 min 11 s                                           | Mohamed Ameur 1 h 27 min 48 s                                                                |
| Saut en hauteur | Kabelo Kgosiemang 2,28 m                                                           | Fernand Djoumessi 2,25 m                                                  | Ali Mohd Younes Idriss 2,22 m                                                                |
| Saut à la perche | Cheyne Rahme 5,41 m                                                                | Mohamed Romdhana 5,00 m                                                   | Mouhcine Cheaouri 5,00 m                                                                     |
| Saut en longueur | Zarck Visser 8,08 m                                                                | Godfrey Khotso Mokoena 8,02 m                                             | Rushwal Samaai 7,84 m                                                                        |
| Triple saut | Godfrey Khotso Mokoena 17,03 m                                                     | Tosin Oke 16,97 m                                                         | Roger Haitengi 16,72 m                                                                       |
| Lancer du poids | Orazio Cremona 19,84 m                                                             | Jaco Engelbrecht 18,87 m                                                  | Franck Elemba 18,74 m                                                                        |
| Lancer du disque | Victor Hogan 62,87 m                                                               | Russell Tucker 62,15 m                                                    | Stephen Mozia 57,11 m                                                                        |
| Lancer du marteau | Mostafa al-Gamel 79,09 m                                                           | Chris Harmse 73,90 m                                                      | Driss Barid 60,17 m                                                                          |
| Lancer du javelot | Julius Yego 84,72 m                                                                | Ihab Abdelrahman el-Sayed 83,59 m                                         | Robert Oosthuizen 77,81 m                                                                    |
| Décathlon | Larbi Bouraada 8 311 pts                                                           | Guillaume Thierry 7 312 pts                                               | Atsu Nyamadi 6 946 pts                                                                       |
| Records et Performances - AR : Record continental (area record) - CR : Record des championnats (championship record) - MR : Record du meeting (meet record) - NR : Record national (national record) - OR : Record olympique (olympic record) - PR : Record paralympique (paralympic record) - PB : Record personnel (personal best) - SB : Meilleure performance personnelle de la saison (season's best) - WL : Meilleure performance mondiale de l'année (world leader) - WJR : Record du monde junior (world junior record) - WR : Record du monde (world record) Circonstances et Conditions - DNF : N'a pas terminé (did not finish) - DNS : N'a pas pris le départ (did not start) - DQ : Disqualification (disqualification) - NM : Aucun essai valable enregistré (No Mark) - Q : Qualifié « directement » au prochain tour (ou à la prochaine compétition), lors d'une compétition majeure, grâce au classement ou à la réalisation des minima (automatic qualifier) - q : Qualifié au prochain tour (ou à la prochaine compétition), lors d'une compétition majeure, grâce au repêchage ou à la réalisation de l'une des meilleures performances parmi celles des « non qualifiés directement » (grâce au meilleur temps ou à la meilleure distance par exemple) (secondary qualifier) |                                                                                    |                                                                           |                                                                                              |

### Femmes
| 100 m | Blessing Okagbare 11 s 00 (CR)                                                         | Murielle Ahouré 11 s 03                                                                     | Marie-José Ta Lou 11 s 20                                                                         |
| 200 m | Murielle Ahouré 22 s 36                                                                | Marie-José Ta Lou 22 s 87                                                                   | Dominique Duncan 22 s 98                                                                          |
| 400 m | Folashade Abugan 51 s 21                                                               | Mupopo Kabange 51 s 21 (NR)                                                                 | Patience Okon George 51 s 68                                                                      |
| 800 m | Eunice Sum 1 min 59 s 45                                                               | Janeth Jepkosgei 1 min 59 s 74                                                              | Agatha Jeruto 1 min 59 s 84                                                                       |
| 1 500 m | Hellen Obiri 4 min 9 s 53                                                              | Dawit Seyaum 4 min 10 s 92                                                                  | Rababe Arafi 4 min 12 s 08                                                                        |
| 5 000 m | Almaz Ayana 15 min 32 s 72 (CR)                                                        | Genzebe Dibaba 15 min 42 s 16                                                               | Janet Kisa 15 min 54 s 04                                                                         |
| 10 000 m | Joyce Chepkirui 32 min 45 s 27                                                         | Emily Chebet 32 min 45 s 28                                                                 | Belaynesh Oljira 32 min 49 s 39                                                                   |
| 100 m haies | Rikenette Steenkamp 13 s 26                                                            | Rosvitha Okou 13 s 26                                                                       | Nichole Denby 13 s 27                                                                             |
| 400 m haies | Wenda Theron 55 s 32                                                                   | Amaka Ogoegbunam 55 s 46                                                                    | Francisca Koki 55 s 84 (NR)                                                                       |
| 3 000 m steeple | Hiwot Ayalew 9 min 29 s 54 (CR)                                                        | Sofia Assefa 9 min 30 s 20                                                                  | Salima Elouali Alami 9 min 33 s 02                                                                |
| 4 × 100 m | Nigeria Gloria Asumnu Lawreta Ozoh Dominique Duncan Blessing Okagbare 43 s 56          | Côte d'Ivoire Adjoua Triphène Kouamé Mireille Gaha Nanzie Gouenon Marie-José Ta Lou 43 s 99 | Ghana Flings Owusu-Agyapong Gemma Acheampong Beatrice Gyaman Janet Amponsah 44 s 06               |
| 4 × 400 m | Nigeria Patience Okon George Regina George Ada Benjamin Folashade Abugan 3 min 28 s 87 | Kenya Jecinta Shikanda Francisca Koki Janeth Jepkosgei Maureen Jelagat 3 min 32 s 26        | Botswana Goitseone Seleka Lydia Casey Mashila Loungo Matlhaku Christine Botlogetswe 3 min 40 s 28 |
| 20 km marche | Grace Wanjiru 1 h 37 min 4 s                                                           | Emily Ngii 1 h 38 min 12 s                                                                  | Askale Iksa Benti 1 h 40 min 5 s (NR)                                                             |
| Saut en hauteur | Rhizlane Siba 1,80 m                                                                   | Basant Mosaad Mohamed 1,80 m                                                                | Ariyat Dibow Ubang 1,78 m                                                                         |
| Saut à la perche | Syrine Balti 4,10 m                                                                    | Nisrin Dinar 3,80 m                                                                         | Dora Mahfoudhi 3,70 m                                                                             |
| Saut en longueur | Ese Brume 6,50 m                                                                       | Chinaza Amadi 6,40 m                                                                        | Joëlle Mbumi 6,25 m                                                                               |
| Triple saut | Joëlle Mbumi 14,02 m                                                                   | Nadia Eke 13,40 m (w)                                                                       | Blessing Ibrahim 13,35 m                                                                          |
| Lancer du poids | Auriol Dongmo 16,84 m (NR)                                                             | Chinwe Okoro 16,40 m                                                                        | Lezaan Jordaan 15,31 m                                                                            |
| Lancer du disque | Chinwe Okoro 59,79 m                                                                   | Nwanneka Okwelogu 51,66 m                                                                   | Amina Elmouden 48,21 m                                                                            |
| Lancer du marteau | Lætitia Bambara 65,44 m                                                                | Amy Sène 64,66 m                                                                            | Sarah Bensaad 60,97 m                                                                             |
| Lancer du javelot | Sunette Viljoen 65,32 m (CR)                                                           | Mary Zuta Nartey 52,57 m                                                                    | Selma Rosun 48,04 m                                                                               |
| Heptathlon | Marthe Koala 5 454 pts                                                                 | Elizabeth Dadzie 5 286 pts                                                                  | Bianca Erwee 5 086 pts                                                                            |
| Records et Performances - AR : Record continental (area record) - CR : Record des championnats (championship record) - MR : Record du meeting (meet record) - NR : Record national (national record) - OR : Record olympique (olympic record) - PR : Record paralympique (paralympic record) - PB : Record personnel (personal best) - SB : Meilleure performance personnelle de la saison (season's best) - WL : Meilleure performance mondiale de l'année (world leader) - WJR : Record du monde junior (world junior record) - WR : Record du monde (world record) Circonstances et Conditions - DNF : N'a pas terminé (did not finish) - DNS : N'a pas pris le départ (did not start) - DQ : Disqualification (disqualification) - NM : Aucun essai valable enregistré (No Mark) - Q : Qualifié « directement » au prochain tour (ou à la prochaine compétition), lors d'une compétition majeure, grâce au classement ou à la réalisation des minima (automatic qualifier) - q : Qualifié au prochain tour (ou à la prochaine compétition), lors d'une compétition majeure, grâce au repêchage ou à la réalisation de l'une des meilleures performances parmi celles des « non qualifiés directement » (grâce au meilleur temps ou à la meilleure distance par exemple) (secondary qualifier) |                                                                                        |                                                                                             |                                                                                                   |

## Tableau des médailles
| Rang | Nation              | Or | Argent | Bronze | Total |
| ---- | ------------------- | -- | ------ | ------ | ----- |
| 1    | Afrique du Sud      | 10 | 5      | 4      | 19    |
| 2    | Nigeria             | 8  | 9      | 7      | 24    |
| 3    | Kenya               | 7  | 8      | 10     | 25    |
| 4    | Botswana            | 4  | 1      | 1      | 6     |
| 5    | Côte d'Ivoire       | 3  | 4      | 1      | 8     |
| 6    | Éthiopie            | 2  | 4      | 3      | 9     |
| 7    | Cameroun            | 2  | 1      | 1      | 4     |
| 8    | Burkina Faso        | 2  | 0      | 0      | 2     |
| 9    | Maroc               | 1  | 2      | 5      | 8     |
| 10   | Égypte              | 1  | 2      | 0      | 3     |
| 11   | Tunisie             | 1  | 1      | 2      | 4     |
| 12   | Algérie             | 1  | 0      | 3      | 4     |
| 13   | Érythrée            | 1  | 0      | 1      | 2     |
| 14   | Djibouti            | 1  | 0      | 0      | 1     |
| 15   | Ghana               | 0  | 4      | 2      | 6     |
| 16   | Maurice             | 0  | 1      | 1      | 2     |
| 17   | Zambie              | 0  | 1      | 0      | 1     |
| 17   | Sénégal             | 0  | 1      | 0      | 1     |
| 19   | Namibie             | 0  | 0      | 1      | 1     |
| 19   | République du Congo | 0  | 0      | 1      | 1     |
| 19   | Soudan              | 0  | 0      | 1      | 1     |
|      | Total               | 44 | 44     | 44     | 132   |